# 通用医疗三六三医院
通用医疗三六三医院（西南医科大学附属成都三六三医院、华西医院区域联盟中心医院）是位于中国四川省成都市的一家综合三级甲等医院。1972年11月17日获批成立，1979年5月7日开院开诊。由成都市卫生健康委员会主管，原隶属于中国航空工业集团有限公司，2019年3月28日划归中国通用技术有限公司。2000年2月被批准为二级甲等综合医院，2011年1月被批准为三级乙等综合医院，2018年2月被批准为三级甲等综合医院。现有武侯、犀浦两个院区，武侯院区占地面积1.6万平方米，建筑面积5.1万平方米；犀浦院区建筑面积24.5万平方米。